# Kasztanowiec żółty
Kasztanowiec żółty (Aesculus flava) – gatunek rośliny z rodziny mydleńcowatych. Pochodzi ze środkowo-wschodnich stanów USA. W Polsce poza ogrodami botanicznymi spotykany jest dość rzadko.

## Morfologia

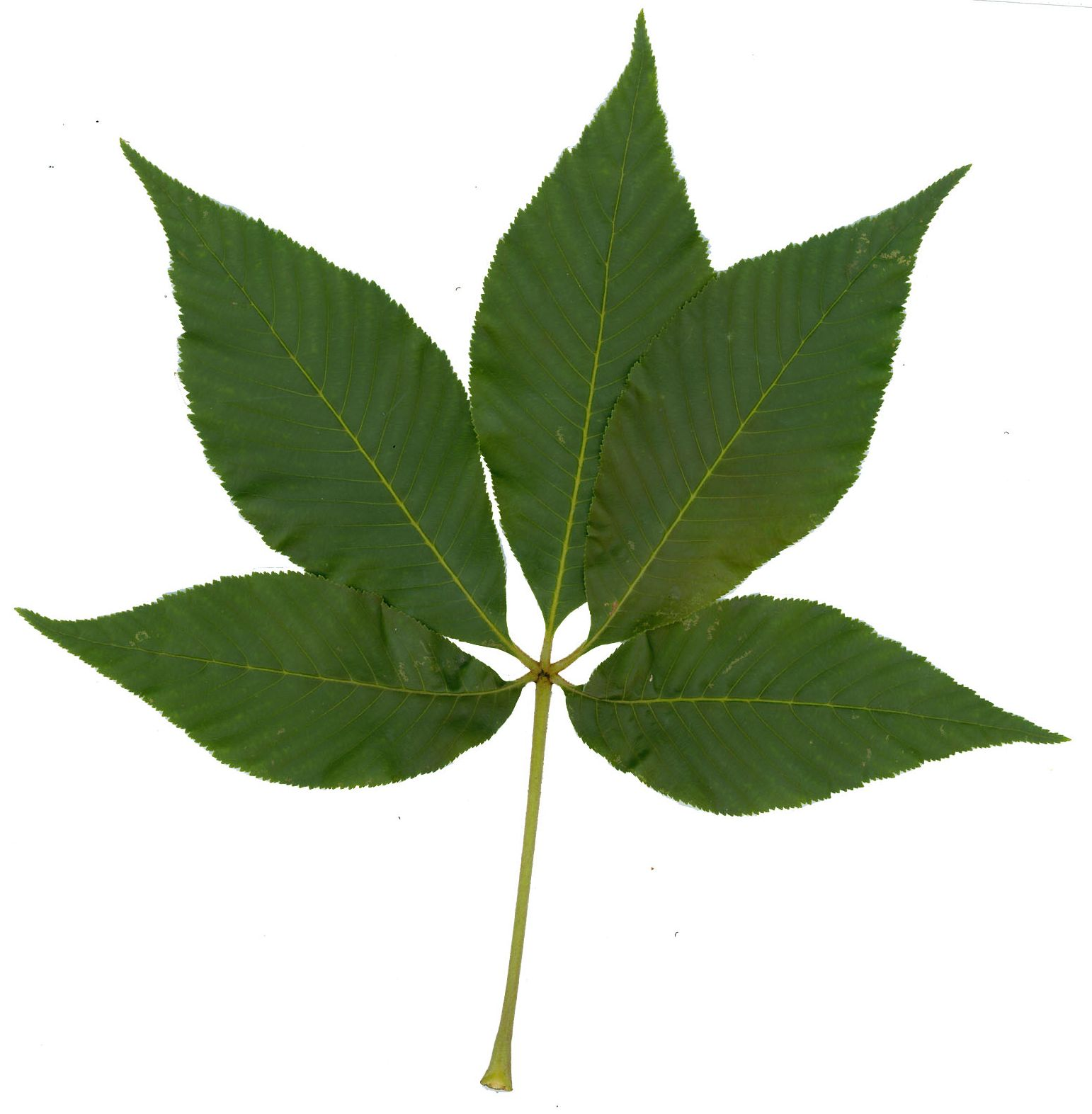
Liść kasztanowca żółtego

PokrójDrzewo osiągające w swoim naturalnym środowisku wysokość do 27 m. Mają ciemnobrązowy pień, u starszych drzew spękany.
KwiatyZabarwione lekko na kolor żółty. Są drobne i zebrane w grona o długości ok. 15 cm. Zakwitają od późnej wiosny do wczesnego lata.
LiścieWęższe i bardziej błyszczące od liści kasztanowca zwyczajnego. Jesienią przebarwiają się na żółto.
OwoceGładkie, pozbawione kolców, mają kształt przypominający owoc gruszy, pokryty wypustkami. W jednej torebce są 2-4 nasiona.